# Vietnam's Next Top Model (mùa 7)
Vietnam's Next Top Model – Người mẫu Việt Nam 2016 là mùa thứ 7 của loạt chương trình truyền hình thực tế Vietnam's Next Top Model được sản xuất bởi Đài Truyền hình Việt Nam và Multimedia JSC. Chương trình được phát sóng lúc 20h00 chủ nhật hàng tuần trên kênh VTV3, bắt đầu từ ngày 17 tháng 7 năm 2016. Chủ đề của mùa này là: Break the rules - Phá bỏ mọi giới hạn.

## Thông tin chung

### Thể lệ tham dự
Tất cả các thí sinh dự thi chương trình phải đáp ứng các yêu cầu sau:
- Thí sinh phải là công dân Việt Nam hoặc người nước ngoài gốc Việt Nam.
- Trên 18 tuổi.
- Trình độ văn hóa tốt nghiệp trung học phổ thông trở lên.
- Chưa từng đoạt danh hiệu trong bất cứ cuộc thi sắc đẹp hoặc thời trang nào do hội đồng giám khảo xét duyệt mang tầm quốc gia trở lên, chưa từng có tiền án, tiền sự hay phẫu thuật chuyển đổi giới tính.
- Không giới hạn về chiều cao.[1]

### Giám khảo
- Siêu mẫu Thanh Hằng (Host)
- Nhiếp ảnh gia Samuel Hoàng
- Giám đốc sáng tạo Hà Đỗ
- Nhà thiết kế Lý Quí Khánh (từ tập 1 đến tập 7)

### Top Model Online 2016
Với sự đồng hành của Kênh 14, chương trình đã mở ra cuộc thi Top Model Online để tìm ra thí sinh đầu tiên sẽ được bước vào cuộc thi. Cuộc thi được diễn ra từ ngày 14 tháng 4 đến ngày 17 tháng 5 năm 2016.
- Từ ngày 14 tháng 4 - 20 tháng 4, các thí sinh dự thi sẽ phải nộp hồ sơ dự thi thông qua Kênh 14
- Từ ngày 21 tháng 4 - 24 tháng 4, các khán giả sẽ bình chọn cho thí sinh nào sẽ được bước vào vòng trong thông qua Kênh 14, để tìm ra 40 thí sinh được bình chọn nhiều nhất cho vòng 1.
- Từ ngày 25 tháng 4 - 30 tháng 4, chương trình đưa ra đề tài chụp hình cho 40 thí sinh để họ tự thực hiện bộ hình theo đề tài và đăng bài dự thi.
- Từ ngày 1 tháng 5 - 6 tháng 5, các khán giả sẽ bình chọn cho thí sinh nào sẽ được bước vào vòng trong thông qua Kênh 14.
- Từ ngày 7 tháng 5 - 10 tháng 5, chương trình công bố 20 thí sinh được bình chọn nhiều nhất cho vòng 2 và họ sẽ được tập trung tại Hà Nội và TP. Hồ Chí Minh để tham gia buổi chụp hình với Ekip chuyên nghiệp theo một concept có sẵn. Diễn biến sẽ được tường thuật trực tiếp trên trang Facebook chính thức của chương trình.[3]
- Từ ngày 13 tháng 5 - 17 tháng 5, các khán giả sẽ được xem kết quả của 20 thí sinh và bình chọn cho 1 thí sinh sẽ được bước vào cuộc thi thông qua Kênh 14.

Quán quân của cuộc thi Top Model Online 2016 và thí sinh đầu tiên của mùa giải này là Vũ Trần Kim Nhã đến từ TP. Hồ Chí Minh. Ngoài ra, các thí sinh lọt vào Top 20 sẽ được tiến thẳng vào phần thi hình thể tại vòng sơ tuyển.

### Vòng sơ tuyển
| Thành phố             | Ngày      | Địa điểm                                  |
| --------------------- | --------- | ----------------------------------------- |
| Hà Nội                | 24/5/2016 | Trung tâm thương mại The Garden           |
| Đà Nẵng               | 27/5/2016 | Khách sạn Eden Plaza Đà Nẵng              |
| Thành phố Hồ Chí Minh | 31/5/2016 | Trung tâm hội nghị tiệc cưới Grand Palace |

### Giải thưởng
Quán quân của chương trình sẽ nhận được những giải thưởng trị giá như sau:
- Một hợp đồng làm việc độc quyền với công ty quản lý và đào tạo người mẫu BeU Model trong vòng 2 năm
- Một hợp đồng làm việc với thương hiệu thời trang IVY Moda trị giá 500 triệu đồng trong vòng 1 năm
- Một thẻ thành viên VIP kèm huấn luyện cá nhân tại trung tâm thể dục thể thao Elite Fitness & Spa trị giá 200 triệu đồng
- Một năm sử dụng trang sức từ thương hiệu trang sức và kim cương PNJ trị giá 100 triệu đồng
- Một phần thưởng từ thương hiệu nội thất Phố Xinh trị giá 100 triệu đồng
- Một hợp đồng quảng cáo từ thương hiệu chăn ga My Youth trị giá 100 triệu đồng
- Quán quân Vietnam’s Next Top Model 2016 sẽ được lựa chọn trở thành người mẫu mở màn cho Tuần lễ thời trang quốc tế tại Việt Nam năm 2016 (Vietnam International Fashion Week 2016).

Ngoài ra, Top 4 thí sinh xuất sắc nhất sẽ có một chuyến trải nghiệm tại Sydney do nhãn hàng CANIFA tài trợ.
Và còn rất nhiều giải thưởng có giá trị khác dành cho những thí sinh chiến thắng mỗi thử thách.

## Danh sách thí sinh vào nhà chung
Thí sinh nam
     Thí sinh nữ
| Thí sinh | Thí sinh             | Năm sinh | Quê quán        | Chiều cao               | Bị loại | Hạng  | Mã số bình chọn | Ghi chú |
| -------- | -------------------- | -------- | --------------- | ----------------------- | ------- | ----- | --------------- | --- |
|          | Nguyễn Thị Thùy Dung | 1994     | Bắc Ninh        | 1,76 m (5 ft 9+1⁄2 in)  | Tập 2   | 18-17 | 02              | |
|          | Phạm Gia Long        | 1997     | Hà Nội          | 1,77 m (5 ft 9+1⁄2 in)  | Tập 2   | 18-17 | 06              | |
|          | Nguyễn Duy Minh      | 1997     | Hà Nội          | 1,79 m (5 ft 10+1⁄2 in) | Tập 4   | 16-14 | 07              | |
|          | Trương Bùi Hoài Nam  | 1995     | Thanh Hóa       | 1,72 m (5 ft 7+1⁄2 in)  | Tập 4   | 16-14 | 08              | |
|          | Hạ Thị Út Trang      | 1996     | Quảng Nam       | 1,73 m (5 ft 8 in)      | Tập 4   | 16-14 | 17              | |
|          | Nguyễn Anh Thư       | 1994     | Long An         | 1,79 m (5 ft 10+1⁄2 in) | Tập 6   | 13    | 15              | Người mẫu ăn ảnh nhất Elite models look 2014 Top 20 Hoa hậu Hòa bình Việt Nam 2022 |
|          | Hoàng Minh Tùng      | 1992     | Lạng Sơn        | 1,80 m (5 ft 11 in)     | Tập 7   | 12    | 13              | Minh Tùng hiện là chồng của Vũ Thị Minh Nguyệt - Top 8 mùa thứ 3 |
|          | Bùi Huy Dương        | 1996     | Hà Nội          | 1,90 m (6 ft 3 in)      | Tập 8   | 11-10 | 03              | |
|          | Nguyễn Thị Phương    | 1997     | Hà Nội          | 1,72 m (5 ft 7+1⁄2 in)  | Tập 8   | 11-10 | 11              | Top 14 The New Mentor - Người mẫu Toàn năng 2023 - Team Hương Giang |
|          | Vũ Trần Kim Nhã      | 1990     | Tp. Hồ Chí Minh | 1,70 m (5 ft 7 in)      | Tập 9   | 9     | 09              | |
|          | Trần Thị Thùy Trâm   | 1996     | Quảng Nam       | 1,68 m (5 ft 6 in)      | Tập 10  | 8     | 18              | Top 70 Hoa hậu Hoàn vũ Việt Nam 2015 Top 11 All-Stars Top 20 Hoa hậu Hòa bình Việt Nam 2022 Top 40 Hoa hậu Hoàn vũ Việt Nam 2023 Top 15 Hoa hậu Hòa bình Việt Nam 2024                                     |
|          | Trịnh Thu Hường      | 1994     | Hà Nội          | 1,75 m (5 ft 9 in)      | Tập 11  | 7-6   | 04              | Tham gia The New Mentor - Người mẫu Toàn năng 2023 (Dừng vòng Pick-team) |
|          | Nguyễn Thiếu Lan     | 1997     | Đồng Nai        | 1,71 m (5 ft 7+1⁄2 in)  | Tập 11  | 7-6   | 05              | Top 12 Gương mặt thương hiệu (mùa 2) 2017 - team Hoàng Thùy Top 20 Miss Áo Dài nữ sinh Việt Nam 2014 Top 10 Hoa hậu Thể thao Việt Nam 2022 The New Mentor - Người mẫu Toàn năng 2023 (Dừng vòng Pick-team) |
|          | Nguyễn Minh Phong    | 1993     | Tiền Giang      | 1,86 m (6 ft 1 in)      | Tập 12  | 5-4   | 10              | |
|          | Trần Thị Thùy Trang  | 1997     | Hà Nội          | 1,77 m (5 ft 9+1⁄2 in)  | Tập 12  | 5-4   | 16              | Top 18 The New Mentor - Người mẫu Toàn năng 2023 - Team Lan Khuê |
|          | Nguyễn Huy Quang     | 1995     | Hải Dương       | 1,88 m (6 ft 2 in)      | Tập 12  | 3-2   | 12              | Top 15 Gương mặt người mẫu Việt Nam 2018 - team Võ Hoàng Yến |
|          | La Thanh Thanh       | 1993     | Bình Dương      | 1,54 m (5 ft 1⁄2 in)    | Tập 12  | 3-2   | 14              | |
|          | Nguyễn Thị Ngọc Châu | 1994     | Tây Ninh        | 1,74 m (5 ft 8+1⁄2 in)  | Tập 12  | 1     | 01              | Hoa hậu Siêu quốc Gia Việt Nam 2018 Top 10 Hoa hậu Siêu Quốc gia 2019 Hoa hậu Hoàn vũ Việt Nam 2022 Tham dự Hoa hậu Hoàn vũ 2022                                                                           |

## Danh sách các tập

### Tập 1: Bữa tiệc trên không
Ngày phát sóng: 17/07/2016
- Casting: Thí sinh Người mẫu Việt Nam 2016 - Vietnam's Next Top Model 2016.
- Thử thách chụp hình: Tạo dáng trong khung sắt với dây chăng mạng nhện. (Nhiếp ảnh gia: Samuel Hoàng & Lee Nguyễn).
- Thử thách catwalk: Đi catwalk và giữ thăng bằng với một chồng ly trên đường catwalk nối giữa các container.
- Top 18: Nguyễn Thị Ngọc Châu, Nguyễn Thị Thùy Dung, Bùi Huy Dương, Hoàng Minh Tùng, Nguyễn Thiếu Lan, La Thanh Thanh, Trần Thị Thùy Trâm, Nguyễn Anh Thư, Nguyễn Thị Phương, Hạ Thị Út Trang, Nguyễn Minh Phong, Nguyễn Duy Minh, Trịnh Thu Hường, Phạm Gia Long, Nguyễn Huy Quang, Vũ Trần Kim Nhã, Trần Thị Thùy Trang & Trương Bùi Hoài Nam.

### Tập 2: Màn lột xác hoàn hảo - Top 18
Ngày phát sóng: 24/07/2016
- Thay dổi diện mạo: [4]

| Thí sinh      | Make-over                                       |
| ------------- | ----------------------------------------------- |
| Anh Thư       | Uốn 3D, nhuộm nâu đỏ                            |
| Thiếu Lan     | Uốn lọn vào nếp, nhuộm cam                      |
| Thanh Thanh   | Cạo sát một bên, nhuộm tím than                 |
| Ngọc Châu     | Cắt tầng hai lớp, duỗi thẳng, nhuộm tím         |
| Nguyễn Phương | Uốn lọn, nhuộm xám tro                          |
| Út Trang      | Cắt so le phía trước, duỗi thẳng, nhuộm nâu sậm |
| Thùy Trâm     | Cắt tóc bob kiểu nấm, nhuộm nâu đỏ              |
| Kim Nhã       | Cắt ngắn so le, nhuộm cam                       |
| Thùy Trang    | Cắt mái ngang, duỗi cụp, nhuộm nâu sẫm          |
| Thu Hường     | Cắt bob ngắn kiểu tomboy, nhuộm đen             |
| Thùy Dung     | Duỗi cụp, nhuộm màu hạt dẻ                      |
| Huy Dương     | Undercut hơi xoăn, nhuộm màu khói               |
| Huy Quang     | Undercut                                        |
| Hoài Nam      | Undercut, nhuộm cam đỏ                          |
| Minh Phong    | Undercut, tỉa mỏng                              |
| Minh Tùng     | Undercut, chẻ ngôi                              |
| Duy Minh      | Undercut, móc lai đen, nâu                      |
| Gia Long      | Undercut, nối tóc dài phần giữa, cột búi        |

- Thử thách loại trừ: Tạo dáng với hình khối treo trên không trung (Nhiếp ảnh gia: Mạnh Bi). Loại thí sinh trực tiếp trong buổi chụp hình.
- Loại trừ: Nguyễn Thị Thùy Dung & Phạm Gia Long.
- Thí sinh chiến thắng: La Thanh Thanh.

### Tập 3: Chuyến tàu quá khứ - Top 16
Ngày phát sóng: 31/07/2016
- Thử thách chụp hình: Chụp hình với phong cách Đường phố ban đêm dưới mưa. Chụp hình theo cặp: Minh Tùng & Ngọc Châu, Thiếu Lan & Duy Minh, Thu Hường & Kim Nhã, Thùy Trâm & Thanh Thanh, Hoài Nam & Nguyễn Phương, Anh Thư & Huy Quang, Huy Dương & Thùy Trang.
- Thí sinh chiến thắng thử thách: Nguyễn Thị Phương & Trương Bùi Hoài Nam.
- Thử thách loại trừ: Chụp hình với chủ đề Chuyến tàu quá khứ, thời trang thập niên 60s. Chụp hình theo cặp đã được chỉ định.
- Thí sinh chiến thắng: Nguyễn Thị Phương.
- Top nguy hiểm: Nguyễn Duy Minh, Nguyễn Anh Thư & Trần Thị Thùy Trâm.
- Loại trừ: Không loại.

### Tập 4: Chuyến phiêu lưu của những nhà thám hiểm - Top 16
Ngày phát sóng: 07/08/2016
- Thử thách chụp hình: Tạo dáng với những dải lụa.
- Thí sinh chiến thắng thử thách: La Thanh Thanh.
- Thử thách loại trừ: Tạo dáng và hóa thân thành những nhà thám hiểm trên không.
- Thí sinh chiến thắng: Nguyễn Huy Quang.
- Top nguy hiểm: Nguyễn Duy Minh, Trương Bùi Hoài Nam, Vũ Trần Kim Nhã, Nguyễn Anh Thư & Hạ Thị Út Trang.
- Loại trừ: Nguyễn Duy Minh, Trương Bùi Hoài Nam & Hạ Thị Út Trang.

### Tập 5: Cú lội ngược dòng ngoạn mục của Kim Nhã - Top 13
Ngày phát sóng: 14/08/2016
- Thử thách chụp hình: Tạo dáng trên máy chạy bộ.
- Huấn luyện viên: Diễn viên Kim Lý.[5]
- Thí sinh chiến thắng thử thách: Nguyễn Thị Ngọc Châu & Trần Thị Thùy Trâm.
- Thử thách loại trừ: Tạo dáng dưới bể bơi sâu 2.5m, quảng cáo nhãn hiệu Samsung Galaxy S7 Edge.[6]
- Thí sinh chiến thắng: Vũ Trần Kim Nhã.
- Top nguy hiểm: Trần Thị Thùy Trâm, Trịnh Thu Hường & Nguyễn Thiếu Lan.
- Loại trừ: Không có thí sinh nào ra về.

### Tập 6: Cuộc đối đầu cùng đại bàng lửa - Top 13
Ngày phát sóng: 21/08/2016
- Giám khảo khách mời: Á hậu 3 Hoa hậu Quốc tế 2015 - Phạm Hồng Thúy Vân.
- Thử thách ứng xử: Thực hành làm người dẫn chương trình cho kênh bán hàng trực tuyến[7]. Thực hành theo nhóm: Thùy Trang - Thiếu Lan, Minh Phong - Ngọc Châu - Huy Dương, Kim Nhã - Nguyễn Phương, Anh Thư - Thùy Trâm, Huy Quang - Minh Tùng, Thu Hường - Thanh Thanh.
- Thí sinh chiến thắng thử thách: Nguyễn Thị Phương.
- Thử thách loại trừ: Chụp hình với những dụng cụ trong rạp xiếc trước vòng lửa và chim đại bàng.[8] (Nhiếp ảnh gia: Minh Đức)
- Thí sinh chiến thắng: Nguyễn Huy Quang.
- Top nguy hiểm: Nguyễn Thiếu Lan, Trần Thị Thùy Trang & Nguyễn Anh Thư.
- Loại trừ: Nguyễn Anh Thư.

### Tập 7: Tôn vinh giá trị đích thực - Top 12
Ngày phát sóng: 28/08/2016
- Thử thách: Phối trang phục và phụ kiện dưới hình thức chạy tiếp sức.

Thực hiện thử thách theo đội:
Đội đỏ: Huy Quang, Kim Nhã, Thùy Trang, Thu Hường, Nguyễn Phương, Huy Dương.
Đội xanh: Ngọc Châu, Thùy Trâm, Thanh Thanh, Minh Tùng, Minh Phong, Thiếu Lan.
- Đội chiến thắng thử thách: Đội đỏ.
- Thử thách loại trừ: Quay TVC quảng cáo thương hiệu trang sức PNJ, chủ đề "Tôn vinh từng khoảnh khắc". Thực hiện theo đội đã chỉ định.[9]
- Thí sinh chiến thắng: Nguyễn Thị Ngọc Châu.
- Top nguy hiểm: Đội xanh.
- Loại trừ: Hoàng Minh Tùng.

### Tập 8: Vượt qua nỗi sợ hãi - Top 11
Ngày phát sóng: 04/09/2016
- Giám khảo khách mời: Quán quân Vietnam's Next Top Model 2011 - Hoàng Thị Thùy.
- Thử thách: Đi catwalk với quang gánh trên sa mạc[10] và tạo dáng chụp hình trên xe vượt địa hình. (Nhiếp ảnh gia: Tuấn Linh)
- Thử thách loại trừ: Tạo dáng chụp hình chân dung, chủ đề "Khu rừng nhiệt đới".[11] (Nhiếp ảnh gia: Minh Đức)
- Thí sinh chiến thắng: La Thanh Thanh.
- Top nguy hiểm: Nguyễn Thị Phương, Trần Thị Thùy Trâm, Vũ Trần Kim Nhã & Bùi Huy Dương.
- Loại trừ: Nguyễn Thị Phương, Bùi Huy Dương.[12]

### Tập 9: Cặp đôi hạnh phúc - Top 9
Ngày phát sóng: 11/09/2016
- Thử thách: Đi catwalk trên các địa hình: dốc, bập bênh, bàn xoay và trơn trượt.[13]
- Huấn luyện viên: Quán quân Vietnam's Next Top Model 2014 - Nguyễn Oanh.
- Thí sinh chiến thắng thử thách: Trần Thị Thùy Trâm.
- Thử thách loại trừ: Hóa thân thành cặp đôi hạnh phúc hưởng tuần trăng mật ở bãi biển. (Nhiếp ảnh gia: Mạnh Bi)
- Khách mời: Vũ Minh Châu - Giám đốc truyền thông Hanvico.
- Người mẫu trợ diễn: Quán quân Vietnam's Next Top Model 2014 - Quang Hùng & Quán quân Vietnam's Next Top Model 2015 - Hương Ly.
- Thí sinh chiến thắng: Nguyễn Thị Ngọc Châu.
- Top nguy hiểm: Nguyễn Huy Quang, Trần Thị Thùy Trang & Vũ Trần Kim Nhã.
- Loại trừ: Vũ Trần Kim Nhã.[14]

### Tập 10: Cảm hứng mặt trăng - Top 8
Ngày phát sóng: 18/09/2016
- Thử thách: Diễn xuất cùng diễn viên khách mời.[15]
- Diễn viên khách mời: Diễn viên Angela Phương Trinh & Lý Bình.
- Thí sinh chiến thắng thử thách: Nguyễn Thị Ngọc Châu.
- Thử thách loại trừ: Tạo dáng và hóa thân thành các hình tượng nhân vật nghệ thuật rối nước.
- Thí sinh chiến thắng: Trần Thị Thùy Trang.
- Top nguy hiểm: Trần Thị Thùy Trâm, Nguyễn Thiếu Lan & Trịnh Thu Hường.
- Loại trừ: Trần Thị Thùy Trâm.[16]

### Tập 11 Bán Kết: Giới hạn cuối cùng - Top 7
Ngày phát sóng: 25/09/2016
- Thử thách: Tạo dáng và chụp ảnh cùng tóc vào nếp và gió.[17]
- Thí sinh chiến thắng thử thách: La Thanh Thanh.
- Thử thách loại trừ: Quay TVC cho Tuần lễ thời trang quốc tế tại Việt Nam năm 2016 (Vietnam International Fashion Week 2016).
- Giám khảo khách mời: Lê Thị Quỳnh Trang - Chủ tịch Tuần lễ thời trang quốc tế tại Việt Nam (Vietnam International Fashion Week).
- Thí sinh chiến thắng: La Thanh Thanh.
- Top nguy hiểm: Trần Thị Thùy Trang, Nguyễn Minh Phong, Nguyễn Thiếu Lan & Trịnh Thu Hường.
- Loại trừ: Nguyễn Minh Phong, Nguyễn Thiếu Lan & Trịnh Thu Hường.

### Tập 12 Chung kết
Ngày phát sóng: 02/10/2016
- Trình diễn: Top 18 trình diễn bộ sưu tập của quán quân Project Runway Vietnam 2015 - Nguyễn Tiến Truyển.
- Thí sinh được khán giả bình chọn quay lại chung kết: Nguyễn Minh Phong.[18]
- Thử thách: Top 5 đi catwalk trên sàn diễn với bộ sưu tập của quán quân Project Runway Vietnam 2015 - Nguyễn Tiến Truyển.
- Loại trừ: Nguyễn Minh Phong & Trần Thị Thùy Trang.
- Thử thách: Tạo dáng và chụp ảnh trong lồng kính thủy tinh cách ly. (Nhiếp ảnh gia: Minh Đức)
- Trình diễn: Top 18 trình diễn bộ sưu tập của quán quân Project Runway Vietnam 2013 - Hoàng Minh Hà.[19]
- Vietnam's Next Top Model 2016: Nguyễn Thị Ngọc Châu.[20]
- Runner-up Nguyễn Huy Quang & La Thanh Thanh.

## Kết quả

### Thứ tự gọi tên
| Thứ tự | Tập           | Tập           | Tập           | Tập                        | Tập                 | Tập           | Tập           | Tập                     | Tập         | Tập         | Tập                            | Tập                   | Tập                   | Tập |
| Thứ tự | 1             | 2             | 3             | 4                          | 5                   | 6             | 7             | 8                       | 9           | 10          | 11                             | 12                    | 12                    |     |
| ------ | ------------- | ------------- | ------------- | -------------------------- | ------------------- | ------------- | ------------- | ----------------------- | ----------- | ----------- | ------------------------------ | --------------------- | --------------------- | --- |
| 1      | Kim Nhã       | Thanh Thanh   | Nguyễn Phương | Huy Quang                  | Kim Nhã             | Huy Quang     | Ngọc Châu     | Thanh Thanh             | Ngọc Châu   | Thùy Trang  | Thanh Thanh                    | Ngọc Châu             | Ngọc Châu             |     |
| 2      | Thùy Dung     | Huy Dương     | Hoài Nam      | Thùy Trâm                  | Thanh Thanh         | Thùy Trâm     | Thu Hường     | Thu Hường               | Thu Hường   | Minh Phong  | Huy Quang                      | Huy Quang             | Huy Quang Thanh Thanh |     |
| 3      | Minh Tùng     | Thùy Trang    | Huy Dương     | Minh Tùng                  | Huy Quang           | Nguyễn Phương | Nguyễn Phương | Huy Quang               | Thanh Thanh | Ngọc Châu   | Ngọc Châu                      | Thanh Thanh           | Huy Quang Thanh Thanh |     |
| 4      | Huy Dương     | Nguyễn Phương | Minh Tùng     | Thiếu Lan                  | Huy Dương           | Minh Phong    | Huy Quang     | Minh Phong              | Thùy Trâm   | Huy Quang   | Thùy Trang                     | Minh Phong Thùy Trang |                       |     |
| 5      | Thùy Trâm     | Ngọc Châu     | Ngọc Châu     | Huy Dương                  | Ngọc Châu           | Kim Nhã       | Kim Nhã       | Ngọc Châu               | Thiếu Lan   | Thanh Thanh | Thu Hường Thiếu Lan Minh Phong | Minh Phong Thùy Trang |                       |     |
| 6      | Thiếu Lan     | Thùy Trâm     | Minh Phong    | Nguyễn Phương              | Nguyễn Phương       | Thu Hường     | Huy Dương     | Thùy Trang              | Minh Phong  | Thu Hường   | Thu Hường Thiếu Lan Minh Phong |                       |                       |     |
| 7      | Ngọc Châu     | Út Trang      | Huy Quang     | Thùy Trang                 | Minh Tùng           | Thanh Thanh   | Thùy Trang    | Thiếu Lan               | Huy Quang   | Thiếu Lan   | Thu Hường Thiếu Lan Minh Phong |                       |                       |     |
| 8      | Minh Phong    | Huy Quang     | Thanh Thanh   | Ngọc Châu                  | Minh Phong          | Ngọc Châu     | Thanh Thanh   | Thùy Trâm               | Thùy Trang  | Thùy Trâm   |                                |                       |                       |     |
| 9      | Anh Thư       | Anh Thư       | Thu Hường     | Minh Phong                 | Thùy Trang          | Huy Dương     | Minh Phong    | Kim Nhã                 | Kim Nhã     |             |                                |                       |                       |     |
| 10     | Thanh Thanh   | Duy Minh      | Thiếu Lan     | Thanh Thanh                | Anh Thư             | Minh Tùng     | Thiếu Lan     | Huy Dương Nguyễn Phương |             |             |                                |                       |                       |     |
| 11     | Huy Quang     | Kim Nhã       | Thùy Trang    | Thu Hường                  | Thùy Trâm           | Thiếu Lan     | Thùy Trâm     | Huy Dương Nguyễn Phương |             |             |                                |                       |                       |     |
| 12     | Thùy Trang    | Minh Tùng     | Kim Nhã       | Kim Nhã                    | Thu Hường Thiếu Lan | Thùy Trang    | Minh Tùng     |                         |             |             |                                |                       |                       |     |
| 13     | Thu Hường     | Minh Phong    | Út Trang      | Anh Thư                    | Thu Hường Thiếu Lan | Anh Thư       |               |                         |             |             |                                |                       |                       |     |
| 14     | Gia Long      | Thiếu Lan     | Anh Thư       | Duy Minh Hoài Nam Út Trang |                     |               |               |                         |             |             |                                |                       |                       |     |
| 15     | Duy Minh      | Hoài Nam      | Duy Minh      | Duy Minh Hoài Nam Út Trang |                     |               |               |                         |             |             |                                |                       |                       |     |
| 16     | Hoài Nam      | Thu Hường     | Thùy Trâm     | Duy Minh Hoài Nam Út Trang |                     |               |               |                         |             |             |                                |                       |                       |     |
| 17     | Nguyễn Phương | Thùy Dung     |               |                            |                     |               |               |                         |             |             |                                |                       |                       |     |
| 18     | Út Trang      | Gia Long      |               |                            |                     |               |               |                         |             |             |                                |                       |                       |     |

     Thí sinh giành chiến thắng chung cuộc
     Thí sinh được tiến thẳng vào cuộc thi
     Thí sinh chiến thắng thử thách
     Thí sinh chiến thắng thử thách nhưng bị loại
     Thí sinh rơi vào cuối bảng nhưng được thêm cơ hội ở lại cuộc thi
     Thí sinh được giám khảo cho thêm cơ hội ở lại cuộc thi
     Thí sinh bị loại trước khi bước vào buổi đánh giá
     Thí sinh bị loại
1. ↑  Trong tập 1, Kim Nhã được tham gia vào cuộc thi vì giành chiến thắng cuộc thi Top Model Online.
2. ↑  Trong tập 2, chỉ có Thanh Thanh được công bố là thí sinh có bức ảnh đẹp nhất, còn Thùy Dung và Gia Long bị loại ngay trong buổi chụp hình. Ngoài ra, các thí sinh còn lại được giám khảo Lý Quý Khánh gọi tên ngẫu nhiên để nhận ảnh.
3. ↑  Trong tập 7, tuy lọt vào top nguy hiểm cùng với Minh Tùng, nhưng Ngọc Châu là thí sinh có bức ảnh đẹp nhất
4. ↑  Trong tập 12, Minh Phong được quay lại đêm chung kết vì có lượt bình chọn từ khán giả cao nhất

## Sau Top Model
- Thùy Dung:  kí hợp đồng với Portfolios Casting Agency. Cô làm người mẫu trong một thời gian trước khi rút khỏi làng người mẫu.
- Gia Long: kí hợp đồng với Portfolios Casting Agency và chủ yếu làm người mẫu ảnh[21][22][23]. Anh đã sải bước trên sàn diễn thời trang của NTK Châu Loan[24], được chụp hình cho tạp chí Thời Trang Trẻ 1/2020 và xuất hiện trong chiến dịch quảng cáo cho I Hate Fashion, Goldwell, Lan Anh Fashion, Dezi Suit, Dandy Suit,... Ngoài ra, anh còn mở studio chụp hình Gia Long Studio tại Hà Nội, làm giám khảo cho một số cuộc thi như Miss Ocean Edu 2019[25], Siêu Mẫu Nhí Toàn Năng 2024[26],... Từ năm 2018, anh dần rút khỏi làng người mẫu và lấn sân sang vai trò stylist[27][28] và huấn luyện viên catwalk[29].
- Duy Minh: kí hợp đồng với Portfolios Casting Agency và Nomad Management. Anh làm người mẫu ảnh và được xuất hiện trên một số tạp chí trong nuớc như Wanderlust Tips[30][31], Style, One 2 Fly,... và ngoài nước như GQ Đài Loan[32]. Anh được sải bước trên một số sàn diễn thời trang của Adam Store, Ben & Tod, Mốt & Cuộc Sống, Thời Trang & Cuộc Sống, Vietnam International Fashion Week[33][34], Ami Fashion Show, Faslink Fashion Show[35], Vietnam Runway Fashion Week, Wedding Art Gallery 2023, Runway Vietnam Wean,... và xuất hiện trong chiến dịch quảng cáo cho Khatoco, Novelty Fashion, Genviet Jeans[36], Coedo Fashion, Akuba Menswear, Aristino, Profile Man Studio, Coolmate, Century Outfit, The Kooples[37], On Off Fashion, Owen Fashion, Ninomaxx, Dustyman VN, Ben & Tod, Icon Denim, An Phước, That. Official, Canifa, Clear Men, 160Store Menswear, Ngọc Thẩm Jewelry[38], Honda[39], Mercedes-Benz, Bamboo Airways[40], EA Sports[41], Bia Hà Nội[42][43], Trà Xanh Không Độ[44], Hanoi Bold & Light, Archcafé[45], Vedan[46], Super Hotel Candle, Hoiana Resort & Golf,... Ngoài ra, anh còn theo đuổi nghề diễn xuất[47] và xuất hiện trong các video âm nhạc như "Tình Nhân Ơi" của Orange & Binz & Châu Đăng Khoa, "Xa Anh Là Tốt Nhất" của Nam Em, "You Are My Crush" của Quân A.P & Nguyên Jenda, "Em Về Đi Em" của Hoa Vinh, "Đừng Nói Dối Nữa" của Tuyết Nga, "Ok Anh Đúng" của Orange, “Nhà Em Ở Lưng Đồi” của Đỗ Tố Hoa, "Đáp Án Cuối Cùng" của Quân A.P & Nguyễn Phúc Thiện, "Quá Khứ Đôi, Hiện Tại Đơn" của Đức Phúc, "Hối Tiếc" của Giang Hồng Ngọc, "Đùa Hơi Quá" của Lê Bảo Bình, "Đó Là Chuyện Của Anh" của Trịnh Đình Quang,...
- Hoài Nam: làm người mẫu ảnh và sải bước trên sàn diễn thời trang của Vietnam International Fashion Week[48]. Anh được xuất hiện trong chiến dịch quảng cáo cho Ninety Five Project, Iconic Studios, Thel Studios, Why Not Studio, Kantan VN, Nial Streetwear, Tzerolm Store, Paper Studio, Humanist VN, Xvessel, T-Ju Official, Fortythree, Noam Asia, Acmé De La Vie, Bobapop,... Ngoài ra, anh còn lấn sân sang vai trò stylist và nhiếp ảnh gia thời trang.
- Út Trang: kí hợp đồng với Portfolios Casting Agency và Công Ty Người Mẫu Á Đông. Cô làm người mẫu ảnh và xuất hiện trong chiến dịch quảng cáo cho NTK Đan Hà. Cô được sải bước trên sàn diễn thời trang của NTK Nguyễn Bảo, NTK Quỳnh Paris, Vietnam International Fashion Week[49][50],... Cô đã rút khỏi ngành người mẫu từ năm 2019 và hiện tại đã lập gia đình.
- Anh Thư: kí hợp đồng với Portfolios Casting Agency và Nomad Management. Cô được xuất hiện trong chiến dịch quảng cáo cho NTK Li Lam, Love Swimwear, Image Skincare VN, NG.Sea Swimwear, Samsung, Vietnam Motor Show[51],... và xuất hiện trên tạp chí cùng với một số trang bìa trong nước như Thế Giới Phụ Nữ, Heritage Fashion,... và ngoài nước như Posh Myanmar[52]. Cô làm người mẫu ảnh và sải bước trên một số sàn diễn thời trang của Ivy Moda, Hacchic Couture, Valenciani, Vungoc&Son, Nailstik Kellypang, Xita by Katy Nguyen, NTK Chung Thanh Phong, NTK Quỳnh Paris, NTK Lâm Gia Khang, NTK Đỗ Mạnh Cường[53], NTK Lý Quí Khánh, NTK Đỗ Nguyễn, NTK Ivan Trần, NTK Phan Nguyễn Minh Quân, NTK Mai Phương Trang, NTK Nguyễn Minh Công, NTK Công Trí, NTK Hoàng Minh Hà, NTK Lê Thanh Hòa, NTK Hà Linh Thư, NTK Võ Việt Chung[54], NTK Đặng Trọng Minh Châu, Xu Hướng & Phong Cách, Lễ Hội Áo Dài, Vietnam International Fashion Week[55][56], International Hair Show 2017[57], Elle Fashion Show, Vietnam Runway Fashion Week, Lazada Super Show 2022, Fashion Voyage, Wedding Art Gallery 2023, Vietnam Beauty Fashion Fest, Vietnam Next-Gen Fashion,... Ngoài ra, cô còn tham gia đóng phim "Hoa Hậu Giang Hồ".
- Minh Tùng: kí hợp đồng với BeU Models. Anh làm người mẫu ảnh và xuất hiện trên tạp chí cùng với một số trang bìa trong nước như Elle, Harper's Bazaar, L'Officiel, Heritage Fashion,... và ngoài nước như Posh Myanmar. Anh được xuất hiện trong chiến dịch quảng cáo cho Canifa, Cheen Fashion Design, Kiaat Gallery, Ivy Moda[58], Leflair, Metiseko, Masman VN, Sunnies Studios, Shinko Fashion, 360 Boutique, Kilomet109, Routine VN, Prompt Suit Thái Lan,... và sải bước trên một số sàn diễn thời trang của Ivy Moda, Kilomet109, NTK Xuân Lê[59], NTK Chung Thanh Phong, NTK Lê Thanh Hòa, Vietnam International Fashion Week[60][61], Elle Fashion Show, Show tốt nghiệp Học viện Thiết kế và Thời trang London,... Ngoài ra, anh còn được xuất hiện trong video âm nhạc "Mùa Đông Không Lạnh Nữa" của Hồ Trung Dũng. Hiện tại, anh đã rút khỏi ngành người mẫu từ năm 2022 và đã kết hôn với thí sinh mùa 3 Vũ Thị Minh Nguyệt[62].
- Huy Dương: kí hợp đồng với BeU Models, Tay Models, Portfolios Casting Agency và Madeinvietnam Models. Anh làm người mẫu ảnh và được chụp hình cho tạp chí Nam 12/2016. Anh đã sải bước trên một số sàn diễn thời trang của Ivy Moda, Canifa, Phan Nguyễn Menswear, Darvin Fashion, Biluxury, NTK Đỗ Mạnh Cường[63], Vietnam International Fashion Week[64],... Hiện tại, anh đã rút khỏi ngành người mẫu từ năm 2021 và đã lập gia đình.
- Nguyễn Phương: kí hợp đồng với Portfolios Casting Agency. Cô làm người mẫu ảnh và được chụp hình cho tạp chí Harper's Bazaar 11/2023[65]. Cô được xuất hiện trong chiến dịch quảng cáo cho Arcane Studio, Ther Design, M.Y.M VN, Centric Activewear, Cem Club VN, NTK Lê Hoàng Sơn, Vietnam Motor Show 2024,... và sải bước trên một số sàn diễn thời trang của M.Y.M VN[66], Happy Clothings, Noûs Petit à Petit, Ivy Moda, Elise Fashion, Lseoul[67], The C.I.U, Hacchic Couture, NTK Chung Thanh Phong, NTK Lâm Gia Khang, NTK Lê Thanh Hòa, NTK Nguyễn Tiến Truyển, NTK Đỗ Long, NTK Hà Linh Thư, NTK Nguyễn Hoàng Tú[68], NTK Adrian Anh Tuấn, NTK Hà Thanh Việt, NTK Đỗ Mạnh Cường, NTK Nguyễn Minh Tuấn, Vietnam International Fashion Week, Vision Steps of Glory 2017, Áo dài - Di sản văn hóa Việt Nam[69], Show tốt nghiệp Học viện Thiết kế và Thời trang London, Festival Áo dài Quảng Ninh 2022, Lazada Super Show 2022,... Ngoài ra, cô còn giành được giải thưởng "The Best Street Style" và "The Best Mix & Match" tại Aquafina Vietnam International Fashion Week SS2019.
- Kim Nhã: làm người mẫu ảnh[70] và xuất hiện trong chiến dịch quảng cáo cho Trieu Thuan Brand, Kuro VN, Vascara[71], Lyn VN, Unis3x VN, VM Style, Vrosa VN, NTK Lê Ngọc Lâm[72], NTK Ivan Trần,... Cô đã sải bước trên một số sàn diễn thời trang của Ivy Moda, Hacchic Couture[73], Coco Sin, NTK Chung Thanh Phong[74], NTK Ivan Trần[75], Vietnam International Fashion Week, Vision Steps of Glory 2017,... Ngoài ra, cô còn được xuất hiện trong các video âm nhạc như "Mùa Xuân Xa Quê" của Lâm Vỹ Dạ, "Tết Này Có Bae" của Phương Lan ft. Phan Đạt,... Từ năm 2018, cô dần lấn sân sang lĩnh vực điện ảnh qua các dự án phim và web drama như Hotgirl Loạn Thị[76], Thiên Ý[77], Bí Mật Quý Ông[78], Bệnh Viện Thần Ái[79], Thế Là Tết[80], Cây táo nở hoa[81], Làng Xóm Cha Cha Cha[82], Hẻm Cụt[83], Chị Mẹ Học Yêu 2[84], Giấc mơ của mẹ, Hoa vương, Tiểu Tam Không Có Lỗi?[85], Sói Săn Cừu[86],...
- Thùy Trâm:  kí hợp đồng với Nomad Management. Cô làm người mẫu ảnh[87] và xuất hiện trong chiến dịch quảng cáo cho Lady K Sai Gon, 7 Up, Archcafé[88],... Cô đã sải bước trên một số sàn diễn thời trang của Ivy Moda, Vungoc&Son, Mắt Nâu Signature[89], NTK Nguyễn Tiến Truyển, NTK Đỗ Long, NTK Brian Võ[90], NTK Nguyễn Minh Tuấn, Thời Trang & Cuộc Sống, Phong Cách & Cuộc Sống, Vietnam International Fashion Week[91][92], Lazada Super Show 2022, Vietnam Beauty Fashion Fest[93], Vietnam International Sea Fashion Festival, Viet Fashion Week 2025,... Ngoài ra, cô còn hoạt động dưới nghệ danh Y Quân, đã xuất hiện trong video âm nhạc "Anh Là Phi Công" của Andree Right Hand & JC Hung và thử sức với vai trò diễn viên khi cô đã đóng một số bộ phim như Chị Mười Ba: Phần Kết Thập Tam Muội, Trong Màn Đêm Không Chớp Mắt[94], Sugar Daddy Vs. Sugar Baby[95], Sugar Boy Vs. Sugar Mommy[96],...
- Thu Hường: kí hợp đồng với BeU Models, Tay Models, Portfolios Casting Agency, Nomad Management và Nest Models Vietnam. Cô làm người mẫu ảnh[97] và xuất hiện trên tạp chí cùng với một số trang bìa như Đẹp, Elle, Harper's Bazaar, L'Officiel,... Cô được xuất hiện trong chiến dịch quảng cáo cho Cheen Fashion Design, Leflair[98], L'Espoir Studios, Labels: VN, Mare.Official, Scrawch Jewelry, F2 Fashion & Freedom, L'Allée Design, Elise Fashion, Hobb Design, Iconic Studios, The Soul Basic, December Chris, Onetone VN, Season Studios, Tit Elegant VN, NTK Lý Giám Tiền, NTK Lâm Gia Khang, NTK Helene Hoài,... và sải bước trên một số sàn diễn thời trang của Canifa, Ivy Moda, Bui Ross, Vungoc&Son, V-Sixtyfour, Lam Boutique, Xéo Xọ Sài Gòn, Viveire, Nailstik Kellypang, NTK Adrian Anh Tuấn, NTK Lâm Gia Khang, NTK Phan Anh Tuấn, NTK Đỗ Mạnh Cường, NTK Chung Thanh Phong, NTK Thủy Nguyễn[99], NTK Đỗ Long, NTK Lê Thanh Hòa, NTK Công Trí[100], NTK Nguyễn Minh Công, Xu Hướng & Phong Cách, Show tốt nghiệp Học viện Thiết kế và Thời trang London, Vietnam International Fashion Week, Elle Fashion Journey, Fashion Voyage, Vietnam Runway Fashion Week, Vietnam Beauty Fashion Fest,...
- Thiếu Lan: kí hợp đồng với BeU Models và Nomad Management. Cô làm người mẫu ảnh[101][102][103] và được xuất hiện trên một số tạp chí như Harper's Bazaar[104], L'Officiel[105], Vietbeauty, Thế Giới Phụ Nữ, Nữ Doanh Nhân,... Cô được xuất hiện trong chiến dịch quảng cáo cho TRESemmé[106], Biti's, Vohco Lingerie Australia, Biboo Clothing, Girlie VN, Oz Silk, Juno Shoes[107], Beauty Box, Osché Clothing, Xita by Katy Nguyen, Hug VN, Salom - Only White, Louci VN, Ninisesi Studios, Mamavirus, NTK Hoàng Minh Hà, Laurier Slimguard, Diana Vietnam, Ôliv Natural Nourish[108], California Fitness & Yoga, Lug VN[109][110][111], Oppo[112], BlackBerry, Vivo[113], KFC, Pepsi, Lavie, Uplive,... và sải bước trên một số sàn diễn thời trang của Vungoc&Son, Ivy Moda, NTK Huỳnh Lợi[114], NTK Nguyễn Tiến Truyển[115], NTK Lâm Gia Khang, NTK Đinh Văn Thơ, NTK Li Lam, NTK Công Trí, NTK Ivan Trần, Phong Cách & Cuộc Sống, Thời Trang & Cuộc Sống, Mốt & Cuộc Sống, Vietnam International Fashion Week[116][117], Fashionology Festival 2017, Elle Fashion Journey, Vietnam Runway Fashion Week, Vietnam International Fashion Festival, Vietnam Future Fashion Show,... Ngoài ra, cô còn theo đuổi nghề diễn xuất[118] khi cô tham gia vào một số bộ phim như Thầy Ơi! Em Có Bầu, Ước Mình Cùng Bay, Nước Mắt Tình Yêu, “Yêu Nhầm Bạn Thân”, Tiệm ăn của quỷ,... và xuất hiện trong các video âm nhạc như "Khi Người Ta Thay Lòng" của Thanh Ngọc, "Tuổi Học Trò" của Han Sara ft. Tùng Maru, "Đừng Yêu Một Mình" của Đồng Lan, "Một Cú Lừa" của Bích Phương, "Deja Vu" của Addy Trần & Seachains, "When You Knock On The Door" của Hooligan., "Million Dollar Boy" của 16 Typh, "Ngày Mai Còn Ai" của Nimbia ft. Liêu Hà Trinh, "Đừng Yêu Bằng Lời Hứa" của Luke D, "Heyyy" của Soobin Hoàng Sơn, "Trào Dâng" của Hoàng Tôn & BeepBeepChild,...
- Minh Phong: kí hợp đồng với BeU Models, Portfolios Casting Agency và Taste Management. Anh làm người mẫu ảnh và xuất hiện trên tạp chí trong nước như Harper's Bazaar, Elle[119], Đẹp, Elle Man, Mốt, Thể Thao Văn Hóa & Đàn Ông,... và ngoài nước như Posh Myanmar. Anh được xuất hiện trong chiến dịch quảng cáo cho Levi's, The White Egg, Môi Điên, Kiaat Gallery, Mêman Saigon, Ivy Moda, Routine VN, There VND Then, Das Studios, Metiseko, NTK Phi Phạm, NTK Lê Thanh Danh, NTK Nguyễn Hoàng Tú,... và sải bước trên một số sàn diễn thời trang của Ninomaxx, NTK Ivan Trần, NTK Đỗ Mạnh Cường, Xu Hướng & Phong Cách[120], Vietnam Designer Fashion Week[121], Vietnam Runway Fashion Week, Fadin Global Sourcing Fair VN 2024,... Hiện tại, anh đã rút khỏi ngành người mẫu từ năm 2024 và đã lập gia đình.
- Thùy Trang: kí hợp đồng với BeU Models, Tay Models, Portfolios Casting Agency, Nomad Management, Madeinvietnam Models,  Taste Management và Anna Models ở Dubai. Cô được chụp hình cho tạp chí Harper's Bazaar và xuất hiện trong chiến dịch quảng cáo cho Tiny Ink, La Sen Vũ, Ivy Moda, Yaly Couture, Accent Concept, That. Official, Elise Fashion, NTK Nguyễn Tiến Truyển[122], NTK Lê Thanh Hòa[123], NTK Phi Phạm, Vietnam International Motor Show 2016, Mercedes-Benz Vietnam Beyond Show 2022,... Cô làm người mẫu ảnh và được sải bước trên một số sàn diễn thời trang của Bui Ross, Yaly Couture, Ivy Moda, Weill, Canifa, Hulos Prive[124], F.A.C.E Fashion Workshop, Vungoc&Son, Xita by Katy Nguyen, Hacchic Couture, Lseoul, La Lune, Atelier Bobar Romania, NTK Chung Thanh Phong, NTK Đỗ Mạnh Cường, NTK Quỳnh Paris, NTK Li Lam, NTK Võ Công Khanh[125], NTK Đức Vincie[126], NTK Công Trí, NTK Adrian Anh Tuấn, NTK Lâm Gia Khang, NTK Ivan Trần, NTK Lý Quí Khánh, NTK Lê Thanh Hòa, NTK Vincent Đoàn, NTK Thủy Nguyễn, NTK Nguyễn Minh Công, NTK Trần Hùng, NTK Hà Linh Thư[127], NTK Nguyễn Hoàng Tú, Xu Hướng & Phong Cách, Vietnam International Fashion Week[128], Vietnam Designer Fashion Week, Elle Fashion Show, Vietnam Runway Fashion Week, Vietnam International Fashion Festival, Fashion Voyage, Lazada Birthday Supershow 2023, Vietnam International Sea Fashion Festival, Destination Runway Fashion Week, Fashion Forward Dubai[129][130][131][132][133], Arab Fashion Week[134][135][136][137][138], Tuần lễ Thời trang Thượng Hải[139],...
- Huy Quang: kí hợp đồng với BeU Models và Tay Models. Anh làm người mẫu ảnh và xuất hiện trên một số tạp chí như Thể Thao Văn Hóa & Đàn Ông, Nữ Doanh Nhân, Heritage Fashion,... Anh được xuất hiện trong chiến dịch quảng cáo cho Li-Ning, Urbanista Fashion, Biluxury, Couple TX, Masman VN, Asot Store, Phan Nguyễn Menswear, Canifa[140], Ivy Moda, Anta VN, Caluci Fashion, Torano Fashion, Owen Fashion[141], Perato Sports, NTK Đỗ Mạnh Cường[142][143], Citigym,... và sải bước trên một số sàn diễn thời trang của Ivy Moda, Ben & Tod[144], NTK Đỗ Mạnh Cường, NTK Võ Công Khanh, NTK Xuân Lê[145], NTK Võ Hoàng Yến[146], NTK Kwak Hyun Joo[147], Xu Hướng & Phong Cách[148], Vietnam International Fashion Week[149][150][151][152], Vietnam Designer Fashion Week,... Ngoài ra, anh còn được xuất hiện trong video âm nhạc "Ơi Ơi Ơi" của Min và cũng thử sức với vai trò là nhà thiết kế với bộ sưu tập đầu tay Qpido[153][154].
- Thanh Thanh: chủ yếu hoạt động dưới nghệ danh Fung La và kí hợp đồng với BeU Models, Taste Management và Light On Agency. Cô làm người mẫu ảnh[155][156][157][158][159] và xuất hiện trên tạp chí cùng với một số trang bìa như Đẹp[160][161][162][163][164][165], Harper's Bazaar[166][167], Elle[168][169], Her World, L'Officiel[170], Hertage Fashion, Young Style, Hoa Học Trò[171][172], Thể Thao Văn Hóa & Đàn Ông, Nữ Doanh Nhân,... Cô được xuất hiện trong chiến dịch quảng cáo cho PNJ, Maybelline[173][174][175][176], Laneige[177], I Hate Fashion[178], Elpis Clothing, Furla[179], Oly Fashion Design, Yonndon[180], Juno Bag[181], Brides by Olivia, NTK Nguyễn Hoàng Tú, NTK Ivan Trần, Aquafina[182], Heineken[183],... và sải bước trên một số sàn diễn thời trang của NTK Võ Công Khanh, NTK Ivan Trần, NTK Brian Võ, Vietnam International Fashion Week[184], Elle Fashion Journey[185], Cây Cọ Vàng 2019[186], Halloween Pro-Event 2020[187][188], Văn Lang K23TT Graduate Fashion Show[189], Henry Trần Makeup Show,... Ngoài ra, cô còn theo đuổi nghề diễn xuất khi tham gia vào một số bộ phim như Trường Học Bá Vương, Cừu Đen – Kumanthong[190], Em Tệ Lắm! Đừng Thương![191], Buông Tay Đi Đồ Ngốc[192], Đầm Bích[193], Cảm tình viên[194][195],... và xuất hiện trong các video âm nhạc như "Game Over" của Thanh Duy, "Tình Nhân Ơi" của Orange & Binz & Châu Đăng Khoa, "Vì Em Là Lý Do" & "Thiêu Thân" của Ali Hoàng Dương, "Cuộc Sống Mà" của Tạ Anh Đức & Nguyễn Thanh Hưng, "Chân Ái" của Orange[196], "Bước Qua Mùa Cô Đơn" của Vũ, "Nhớ Người Hay Nhớ" của Châu Đăng Khoa, "Skyline" của Da Lab,... Hiện tại, cô đang sinh sống tại Hà Lan và dần rút khỏi làng người mẫu từ năm 2024 nhưng vẫn thi thoảng nhận lời mời chụp hình.
- Ngọc Châu: kí hợp đồng với BeU Models và Portfolios Casting Agency. Cô được xuất hiện trong chiến dịch quảng cáo cho Ivy Moda, Canifa, Devons Studio, Nosbyn Studio, Elise Fashion[197], NTK Hà Linh Thư, NTK Đỗ Mạnh Cường[198], NTK Hoàng Minh Hà, Honda[199],... và xuất hiện trên tạp chí cùng với một số trang bìa như Đẹp[200], Elle, Harper's Bazaar[201][202][203][204], Tiếp Thị & Gia Đình, Cẩm Nang Cưới Marrywedding, Heritage Fashion[205], Style, One 2 Fly,... Cô làm người mẫu ảnh[206][207][208] và sải bước trên một số sàn diễn thời trang của Ivy Moda, Hacchic Couture, PNJ, Xita by Katy Nguyen[209], Nailstik Kellypang[210], NTK Trần Hùng, NTK Lê Thanh Hòa[211][212][213], NTK Quỳnh Paris[214], NTK Võ Công Khanh, NTK Lý Quí Khánh, NTK Phương My, NTK Phan Anh Tuấn, NTK Trương Thanh Hải, NTK Hà Linh Thư[215][216], NTK Chung Thanh Phong[217][218], NTK Adrian Anh Tuấn, NTK Đỗ Mạnh Cường, NTK Vincent Đoàn[219], NTK Công Trí, NTK Tùng Vũ[220], NTK Lê Long Dũng, Xu Hướng & Phong Cách, Vietnam International Fashion Week[221][222], Fashion Voyage[223], The Perennial Winter Fashion Show[224], Vietnam International Fashion Festival[225], Vinawoman Fashion Show, Seoul Fashion Week[226], Tuần lễ Thời trang Thượng Hải[227],... Ngoài ra, cô còn làm đại sứ cho một số thương hiệu như Elise Fashion[228], Mia VN[229], IJC Jewelry[230], Hoàn Vũ Yến, SeoulSpa VN[231],...

### Tham gia cuộc thi khác
- Duy Minh: Quý Ông Đại Chiến 2020
- Anh Thư: Hoa hậu Hòa bình Việt Nam 2022 (Top 20)
- Minh Tùng: The Face Vietnam 2018 (vòng sơ tuyển), Face Of Asia 2021
- Huy Dương: Quý Ông Đại Chiến 2020
- Nguyễn Phương: The New Mentor 2023 - Người Mẫu Toàn Năng (Top 14)
- Kim Nhã: Red Bull - Hành Trình Đích Thực 2018 (Quán quân), Gương Mặt Điện Ảnh 2019 (Á quân 2)[232][233], Én Vàng Nghệ Sĩ 2020 (Top 3)[234]
- Thùy Trâm:  Nâng Tầm Đẳng Cấp - Biệt Đội Phong Cách 2016 (Á quân - Người Mẫu)[235], Mùa All Star (Top 11), Hoa hậu Hòa bình Việt Nam 2022 (Top 20), Hoa hậu Hoàn vũ Việt Nam 2023 (Top 40, Best Body)[236], Hoa hậu Hòa bình Việt Nam 2024 (Top 15, Best Catwalk)[237]
- Thu Hường: The New Mentor 2023 - Người Mẫu Toàn Năng (vòng chọn đội)
- Thiếu Lan: The Face Vietnam 2017 (Top 12), Nữ Hoàng Quyến Rũ 2019 (Top 6), Hoa Hậu Thể thao Việt Nam 2022 (Top 10), The New Mentor 2023 - Người Mẫu Toàn Năng (vòng chọn đội)
- Thùy Trang: The New Mentor 2023 - Người Mẫu Toàn Năng (Top 18)
- Huy Quang: The Face Vietnam 2018 (Top 15)
- Ngọc Châu: Hoa hậu Siêu Quốc Gia Việt Nam 2018 (Quán quân), Hoa hậu Siêu Quốc gia 2019 (Top 10, Hoa hậu Siêu quốc gia châu Á), Hoa hậu Hoàn vũ Việt Nam 2022 (Quán quân, Best Body), Hoa hậu Hoàn vũ 2022 (Top 83, Swimsuit Cape Vote)[238]